# Superliga (pallavolo maschile, Croazia)
La Superliga è la massima serie del campionato croato di pallavolo maschile: al torneo partecipano dieci squadre di club croate e la squadra vincitrice si fregia del titolo di campione di Croazia.

## Albo d'oro
| Dal 1991 al 2016 la competizione è denominata 1.A Liga |                 |                 |                 |
| 1991-92 Dettagli                                       | HAOK Mladost    | -               | -               |
| 1992-93 Dettagli                                       | HAOK Mladost    | -               | -               |
| 1993-94 Dettagli                                       | HAOK Mladost    | -               | -               |
| 1994-95 Dettagli                                       | HAOK Mladost    | -               | -               |
| 1995-96 Dettagli                                       | HAOK Mladost    | -               | -               |
| 1996-97 Dettagli                                       | HAOK Mladost    | -               | -               |
| 1997-98 Dettagli                                       | HAOK Mladost    | -               | -               |
| 1998-99 Dettagli                                       | HAOK Mladost    | -               | -               |
| 1999-00 Dettagli                                       | HAOK Mladost    | -               | -               |
| 2000-01 Dettagli                                       | HAOK Mladost    | -               | -               |
| 2001-02 Dettagli                                       | HAOK Mladost    | -               | -               |
| 2002-03 Dettagli                                       | HAOK Mladost    | -               | -               |
| 2003-04 Dettagli                                       | Varaždin        | -               | -               |
| 2004-05 Dettagli                                       | Varaždin        | -               | -               |
| 2005-06 Dettagli                                       | HAOK Mladost    | Varaždin        | -               |
| 2006-07 Dettagli                                       | HAOK Mladost    | Varaždin        | -               |
| 2007-08 Dettagli                                       | HAOK Mladost    | Zagreb          | Varaždin        |
| 2008-09 Dettagli                                       | Zagreb          | HAOK Mladost    | Karlovac        |
| 2009-10 Dettagli                                       | HAOK Mladost    | Mladost Kaštela | Varaždin        |
| 2010-11 Dettagli                                       | HAOK Mladost    | Mladost Kaštela | Daruvar         |
| 2011-12 Dettagli                                       | Mladost Kaštela | HAOK Mladost    | Sisak           |
| 2012-13 Dettagli                                       | Mladost Kaštela | Rovinj          | -               |
| 2013-14 Dettagli                                       | Mladost Kaštela | HAOK Mladost    | Rovinj          |
| 2014-15 Dettagli                                       | Mladost Kaštela | HAOK Mladost    | Mursa Osijek    |
| 2015-16 Dettagli                                       | Mladost Kaštela | HAOK Mladost    | Centrometal     |
| Dal 2016 la competizione è denominata Superliga        |                 |                 |                 |
| 2016-17 Dettagli                                       | Mladost Kaštela | HAOK Mladost    | Rijeka          |
| 2017-18 Dettagli                                       | HAOK Mladost    | Mladost Kaštela | -               |
| 2018-19 Dettagli                                       | HAOK Mladost    | Mladost Kaštela | -               |
| 2019-20 Dettagli                                       | Mladost Kaštela | HAOK Mladost    | Mursa Osijek    |
| 2020-21 Dettagli                                       | HAOK Mladost    | Mursa Osijek    | -               |
| 2021-22 Dettagli                                       | HAOK Mladost    | Mladost Kaštela | -               |
| 2022-23 Dettagli                                       | HAOK Mladost    | Mursa Osijek    | Mladost Kaštela |
| 2023-24 Dettagli                                       | HAOK Mladost    | Mladost Kaštela | Mursa Osijek    |

## Palmarès
| Squadra         | Titolo | Stagione |
| --------------- | ------ | --- |
| HAOK Mladost    | 23     | 1991-92, 1992-93, 1993-94, 1994-95, 1995-96, 1996-97, 1997-98, 1998-99, 1999-00, 2000-01, 2001-02, 2002-03, 2005-06, 2006-07, 2007-08, 2009-10, 2010-11, 2017-18, 2018-19, 2020-21, 2021-22, 2022-23, 2023-24 |
| Mladost Kaštela | 7      | 2011-12, 2012-13, 2013-14, 2014-15, 2015-16, 2016-17, 2019-20 |
| Varaždin        | 2      | 2003-04, 2004-05 |
| Zagreb          | 1      | 2008-09 |